# Менделеевская улица (Москва)
Менделе́евская у́лица — улица, расположенная в Западном административном округе города Москвы на территории района Раменки в микрорайоне Ленинские горы.

## История
Улица получила своё название 30 марта 1956 года в память о химике Д. И. Менделееве (1834—1907), создавшем периодическую систему химических элементов.

## Расположение

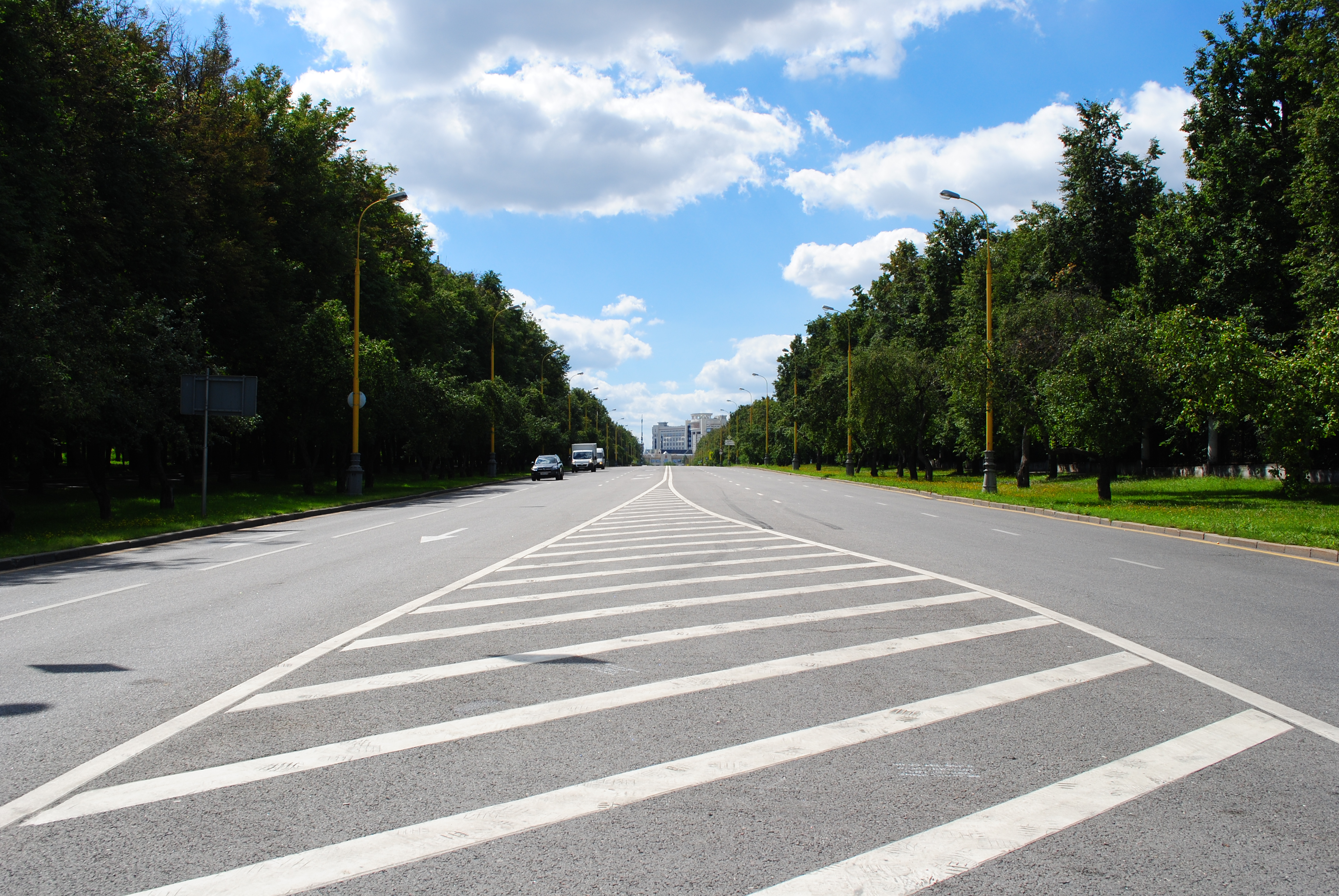
Менделеевская улица (вид от Университетского проспекта в сторону улицы Академика Самарского)

Менделеевская улица проходит от Ломоносовского проспекта до Университетского проспекта параллельно Мичуринскому проспекту, пересекая улицу Академика Хохлова. Движение по улице ограничено, поскольку она находится на территории МГУ имени М. В. Ломоносова.

## Примечательные здания и сооружения
Улица проходит вдоль здания химического факультета МГУ имени М. В. Ломоносова.

## Транспорт

### Автобус
- 1: от Ломоносовского проспекта до улицы Академика Хохлова
- 57: от Ломоносовского проспекта до улицы Академика Хохлова и обратно
- 111: от Университетского проспекта до улицы Академика Хохлова
- 113: от Ломоносовского проспекта до улицы Академика Хохлова
- 119: от Университетского проспекта до улицы Академика Хохлова и обратно
- м19: от Ломоносовского проспекта до улицы Академика Хохлова и обратно

### Метро
- Станция метро «Ломоносовский проспект» Солнцевская линии — западнее улицы, на пересечении Мичуринского проспекта и Ломоносовского проспекта